# Corrado di Lützelhardt
Corrado di Lützelhardt, detto anche Corrado Moscaincervello, (... – dopo il 1195) fu marchese di Ancona.

## Biografia
Corrado di Lützelhardt proveniva dalla stirpe ministeriale dei Lützelhardt, fedele all'imperatore, ed era margravio di Ancona. Quando i nobili siciliani elevarono Tancredi di Lecce a re nel 1190, Corrado sostenne con la forza delle armi le pretese del re Enrico VI al trono siciliano. Nel 1192 Corrado non riuscì a difendere Capua dal conte Riccardo di Acerra. Allo stesso tempo, Corrado agì come amministratore imperiale della Tuscia. Nel 1193 si occupò della battaglia contro Tancredi in Puglia e anche l'anno successivo guidò il contingente svevo dell'esercito di Enrico VI in Italia. Nel 1195, l'imperatore lo elevò al rango di conte di Molise.